# Biograph Records
La Biograph Records è un'etichetta discografica fondata nel 1967 da Arnold S. Caplin, specializzata in ragtime americano, jazz e musica blues. Tra gli artisti ristampati figurano Buddy Moss, Bunny Berigan, Bing Crosby, The California Ramblers, Ruth Etting, Benny Goodman, Earl Hines, George Lewis, Ted Lewis, Jimmy O'Bryant, Jabbo Smith, Jack Teagarden, Ethel Waters e Clarence Williams. Le etichette dell'azienda sono Melodeon, Center, Regal e Dawn.
Nel 1970 la Biograph acquistò i diritti dalla QRS Records per pubblicare dischi prodotti da pianoforte meccanico e questi includevano il lavoro di Scott Joplin e Fats Waller. Comprò anche la Melodeon Records e la Dawn Records.
Nell'agosto 2002 la Biograph Records fu acquisita da Retropolis Entertainment, ribattezzata Shout! Factory nel 2003, di proprietà di Richard Foos e Robert Emmer, due dei fondatori. Tra il 2007 e il 2008 la Collectables Records ha ripubblicato quaranta CD della Biograph Records.